# 桃形兜

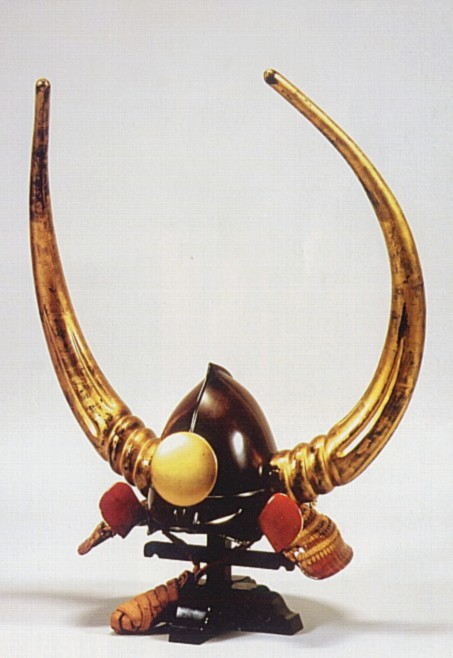
黒漆塗桃形大水牛脇立兜（重要文化財）。黒田長政所用品。福岡市博物館所蔵。

桃形兜（ももなりかぶと）は、日本の兜の一形式。戦国時代後期に発生した変わり兜の中でも、その先駆けをなす存在である。安土桃山時代から江戸時代初期にかけて特に流行し、身分の上下を問わず多くの武士に使用された。

## 特徴
「桃形兜」の名称は、鉢の形状が桃の果実に似ていることに由来する。室町時代に主流だった筋兜などと比べると、製作にかかる手間が少なく、量産に適していたことから、発生当初は主に下級兵士の使用する簡易兜として普及したが、やがて桃形兜特有の機能性や形状の美しさが評価され、上級の戦国大名でも愛用する者が現れるようになり、近世を通じ、日本の兜において一分野を占めるにいたった。植物を模した変わり兜の中では一番多く用いられた形式であり、その製法が応用される形で、烏帽子形兜が派生したとも考えられている。
防御機能としては、鉢の中央に立てた鎬（しのぎ）や平滑な表面によって刀剣・槍や矢弾の攻撃を反らし、受けるダメージを軽減する効果が期待されたほか、重量が軽く、活動的だったことも多くの兵士に受け入れられた理由の一つに推測される。『武具要説』中に、山本勘助が語った言葉として、
| 頭のかこひに成候事は桃形などの類の鉢。細くかるき甲が然るべく候 |

という一節が出てくることからも、桃形兜の形状や重量が、当時においても戦闘の際に有用であったと認識されていたことがうかがえる。

## 構造・製法

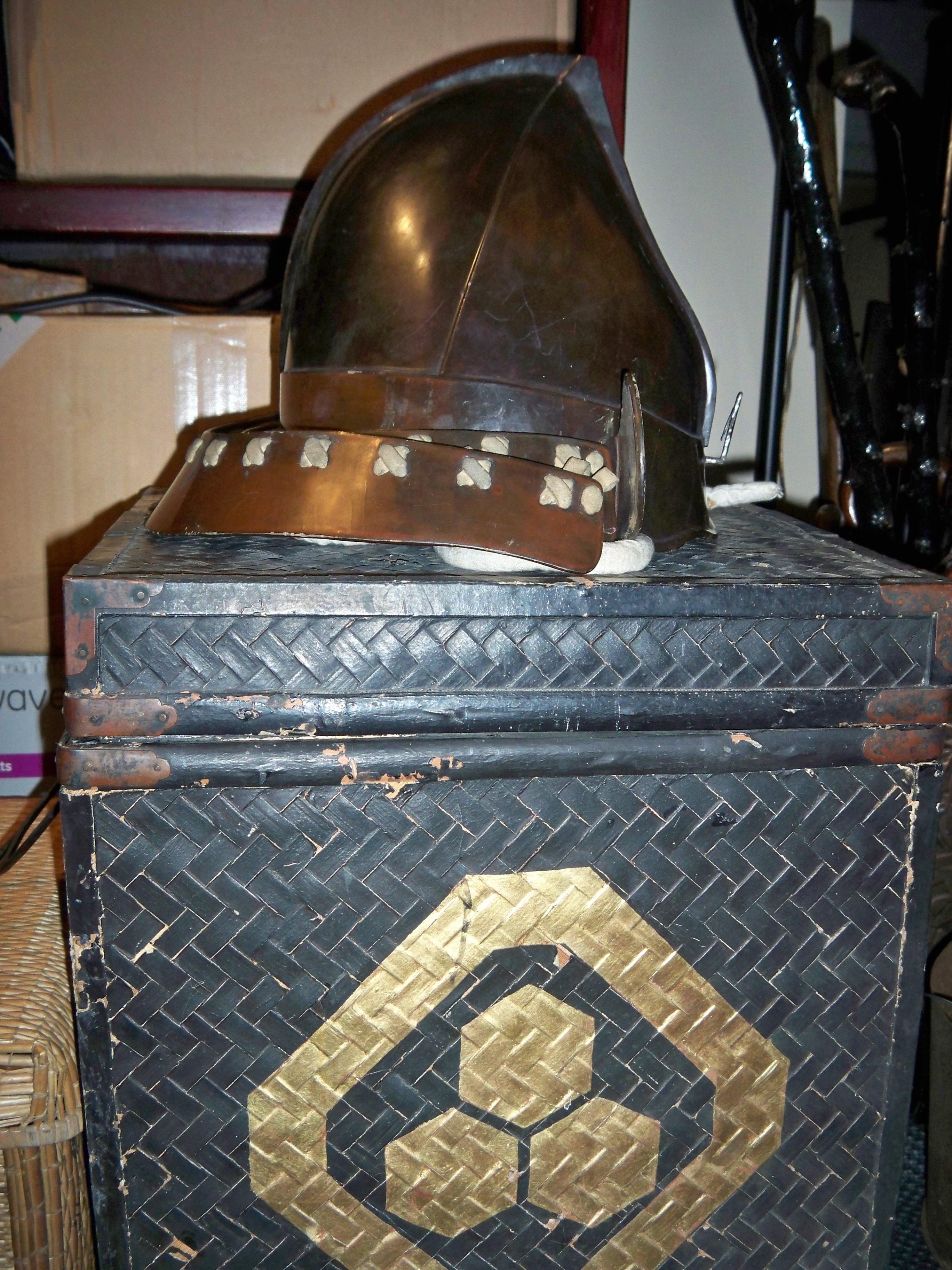
4枚張の桃形兜を右側より見た図。鉢の左右の板の矧ぎ目を立てて鎬を作っている。

桃形兜の鉢は、打ち膨らました2枚ないし4枚の鉄板を鋲で留めて大部分を形成した後、その下部に腰巻板と眉庇の板を取り付けて作るのを基本形とするが、まれに1、2枚の練革（ねりかわ）で仕立てたり、十数枚から数十枚の細い鉄板を筋兜の要領で矧ぎ合わせて作る例も存在する。なお、鉢の中心を通る鎬は、緩やかに折り返した左右の板の端を矧ぎ合わせて作るのが通例である。
鉢の表面は黒漆や朱漆で塗ったり、金箔を押したり錆地に仕上げたりするが、さらに象嵌を施したりする例もある。4枚張の場合、このときに漆塗りの下地を盛り上げて左右それぞれの矧ぎ目を隠し、表からは2枚張のようにしか見えなくすることも多い。

## 歴史
桃形兜の起源について、山上八郎や笹間良彦らは、戦国期の日本を訪れたポルトガル人やスペイン人などがもたらしたヨーロッパの兜（モリオンなどのいわゆる「南蛮兜」）にあり、それが当時の日本人に受容されていく中で桃形兜が生み出されたとする説を唱えているが、これに対しては、南蛮兜が持ち込まれる以前に桃形兜は発生していたとする見方や、希少な舶来品であるはずの南蛮兜の模倣と、下級武士の用品としてから始まった桃形兜を結びつけるには無理があるとする批判もある。
武具研究者の竹村雅夫は、その調査報告において、桃形兜は室町時代末期（弘治から永禄頃）に九州地方で発生し、以後多くの武士に愛用されたものの、流行した地域は西国とその近辺に限られ、東国方面へはあまり普及しなかったと推察している。室町末期の作と考えられる桃形兜の古い例としては、法隆寺西円堂所蔵の遺品や、宮崎県の下野八幡神社所蔵の伝世品などが挙げられるが、文献史料にも早くからその名が見えている。下記の1575年（天正3年）5月28日付「戸次伯耆守入道道雪書状」（『立花文書』所載）にも登場し、
| 依無男子至闇千代女譲與員数事（中略） - 一、具足三十領 懸威 但此内二領 尾張くそく - 一、同甲三十 内十一オハリ甲 内十一桃なり 八小泉 立物圓月 |

と、文面に記された兜30個のうち、11個が桃形兜であることから、その普及ぶりを測ることができる。後に立花道雪の跡を継いだ立花宗茂も、文禄・慶長の役に際して、従士に金箔押しの桃形兜を着用させている。
なお、竹村は古い時期に作られた桃形兜のことを「古桃形」（こももなり）と呼ぶことを提唱しており、初期の桃形兜に見られる特徴として、以下の点を挙げている。
1. 鉢が前後均等に膨らんでいる（前方の膨らみが後方よりも抑えられたものは時代が下がるとみられる）[6]。
2. 鉢の下に腰巻板を付けない[19]。
3. 鉢の丈が低い（天正後半から文禄以降にかけて丈高になる）[19]。
4. 眉庇の板は、垂直に下りる卸眉庇が一般的（後に当世眉庇と呼ばれる曲線的な眉庇が採用されることが多くなる）[19]。
5. 錣の板は幅広のもの1、2枚を鋲で留める（朝鮮の役前後から、数段の板を威し下げる通常の様式に移行する）[19]。
6. 初期の桃形兜は地板が薄く軽量で、鉄製でも重さが1キログラム未満のケースが存在する[19]。
7. 兜の表面処理や装飾は、発生期から江戸前期にいたるまで、黒漆を塗った上に金箔を貼ったものが多い[19]。

先述したように、桃形兜はその生産が簡易なことからまずは下士の間で広がり、次いで各大名の軍団により、軍装を統一するための揃兜（そろいかぶと）として採用されていったとされるが、その使用形態に関して、竹村雅夫は、兜のみが単独で用いられることが多かったのではないかとする説をとる。立花宗茂が文禄の役で家中に着用させた桃形兜については、1720年（享保5年）の同家の台帳によって、320頭が伝わっていたことが判明しているが、それ以外のパーツに関しての記録は残っておらず、また遺品もないため、初めから兜しか用意されていなかった可能性が高いことが指摘されている。『常山紀談拾遺』にも同様の記述があり、竹村はこれらの記録を、桃形兜が最初から胴や袖、小具足といった甲冑の他の部位と揃いで作られる（いわゆる「一作物」）より、軍団兵士の格好を整えるために単体で用意されがちだったとする推測の証左に挙げている。

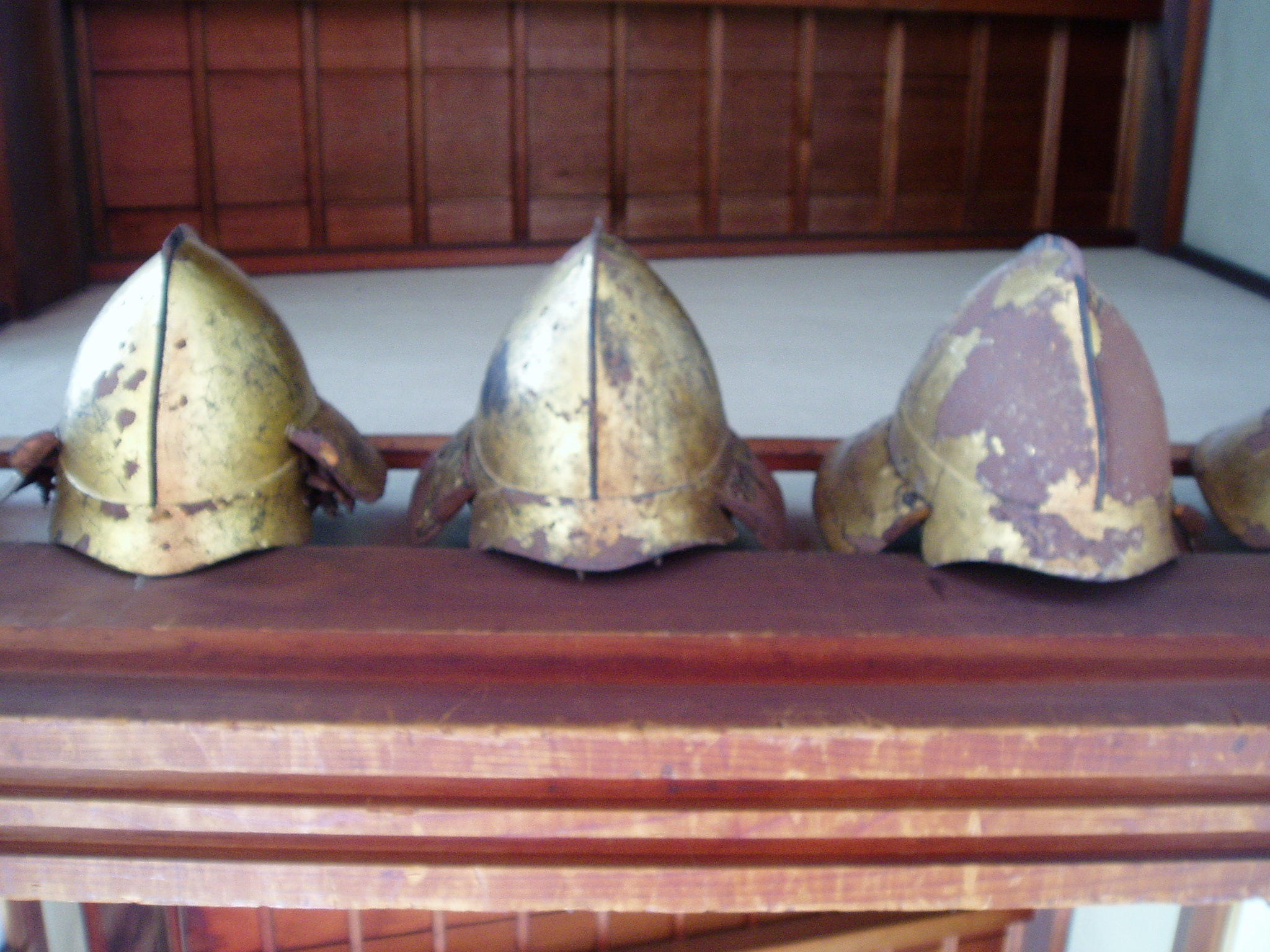
立花宗茂家中が文禄・慶長の役で使用したと伝わる桃形兜。松濤園にて。

桃形兜が上位の武将の間でも流行する、すなわち全盛期を迎えるのは安土桃山時代後期から江戸時代前期までと見られ、この頃から、胴や小具足と仕立てを同一にした桃形兜が登場する。当時、桃形兜を使用した大名には黒田長政をはじめ、鍋島勝茂や立花忠茂らがいるが、関東以東の地域には確実な着用例が見られないことからも、桃形兜が西国を中心に流行したという地域的な特質がうかがえる。また、豊臣秀吉による天下統一以降、甲冑武具の世界では東西地域の交流が進展したが、桃形兜が東国で受容されることはほとんどなかったのではないか、とも竹村は推測している。